# 11A busz (Sopron)
A soproni 11A jelzésű autóbusz Thököly tér és Jereván lakótelep végállomások között közlekedik.

## Története
Alapjárata, a 11-es busz az Erzsébet Kórház érintésével jár. Mivel a 11-es buszok csak a Jereván lakótelep irányába térnek be a kórházhoz, ezért a 11A járat csak ebben a viszonylatban közlekedik. 2023. december 9-ig az autóbusz csak szabad- és munkaszüneti napokon indult a reggeli és esti órákban, azonban az új menetrend bevezetésével a járat más funkciót kapott. Eszerint csak tanítási munkanapokon közlekedik, az iskolai utasforgalmat kiszolgálva, reggeltől délutánig.
 A 11B busz alapjáratával azonos útvonalon jár, de betér a Keleti rendezőhöz is. Ez a járat a 17-es busz 2022 októberében eltörölt indulásainak pótlásaként jött létre.
 A 11Y jelzésű busz a Jereván lakótelepről indul, és a korábbi 17-es busz vonalán, a Keleti rendező pályaudvar érintésével közlekedik a Thököly térig. Ellenkező irányban viszont a Fraknói utca, Gyiróti utca megállóhely után először a Szent István templom érintésével, majd a József Attila lakótelep feltárásával, végül pedig a vasútállomás, az Ógabona tér és az autóbusz-állomás érintésével halad a Jereván lakótelepig. Ez a járat a Felsőbüki Nagy Pál utca 36. megállóhelytől a 12-es járattal azonos útvonalon jár.
 2022. október 22-től Sopron város önkormányzatának döntése alapján, az energiaválság következtében jelentős menetrendi változások és járatritkítások léptek érvénybe a városban. A módosítások értelmében a 11-es vonalon is kevesebb busz jár.
 2023. december 10-től a korábban eltörölt indulások egy része visszaállításra került, valamint csúcsidőszakon kívül néhány 11-es járat kiváltásra került az új 7T és 27T buszok bevezetésével.

## Útvonal
| Thököly tér → Jereván lakótelep |
| --- |
| Thököly tér végállomás – Vak Bottyán utca – Thököly tér – Csóronfalvi utca – Kuruc körút – Fraknói utca – Kőfaragó tér – Magyar utca – Kőszegi út – Csengery utca – Mátyás király utca – Széchenyi tér – II. Rákóczi Ferenc utca – Újteleki utca – Kossuth Lajos utca – Táncsics Mihály utca – Faraktár utca – IV. László király utca – Jereván lakótelep végállomás |

## Megállóhelyek
| Távolság (km) | Idő (perc) | Megállóhely neve / korábbi neve(i)          | Átszállási lehetőségek | Fontosabb nevezetességek, helyek, áruházak és intézmények a közelben |
| ------------- | ---------- | ------------------------------------------- | --- | --- |
| 0             | 0          | Thököly tér                                 | 7T, 11, 11B, 11Y, 27T | |
| 0,3           | 1          | Csóronfalvi utca                            | 7T, 11, 11B, 11Y, 27T | |
| 0,6           | 2          | Kuruc körút, sporttelep Kuruc körút         | 7T, 11, 11B, 11Y, 27T | Halász Miklós Sporttelep |
| 0,9           | 3          | Fraknói utca, Gyiróti utca Fraknói utca 16. | 7T, 11, 11B, 11Y, 27T | Szent István park Soproni Szent István Plébánia Sopron mentőállomás Soproni Erzsébet Oktató Kórház és Rehabilitációs Intézet                                                                    |
| 1,2           | 4          | Fraknói utca, Szent István templom          | 5B, 5Y, 7, 7A, 7B, 7T, 11Y, 13, 13B, 14, 14B, 15, 15A, 27, 27A, 27B, 27T, 27Y, 33                                                                | Szent István park Soproni Szent István Plébánia |
| 1,7           | 5          | Csengery utca 89.                           | 4, 5, 5A, 5T, 5Y, 7, 7A, 7B, 7T, 11, 11B, 11Y, 22, 27, 27A, 27B, 27T, 27Y, 32 Helyközi és távolsági autóbuszjáratok                              | Soproni Erzsébet Oktató Kórház és Rehabilitációs Intézet Posta |
| 2,0           | 6          | Csengery utca, nyomda                       | 1, 2, 3Y, 4, 5, 5A, 5T, 7, 7A, 7B, 7T, 10, 10B, 10Y, 11, 11B, 11Y, 12, 12B, 22, 27, 27A, 27B, 27T, 27Y, 32 Helyközi és távolsági autóbuszjáratok | Sopron vasútállomás GYSEV Zrt. SPAR szupermarket |
| 2,3           | 8          | Mátyás király utca, Deák tér                | 1, 2, 3Y, 4, 5, 5A, 5T, 7, 7A, 7B, 7T, 10, 10B, 10Y, 11, 11B, 11Y, 12, 12B, 27Y, 32                                                              | Liszt Ferenc Konferencia- és Kulturális Központ Soproni Petőfi Színház Posta Soproni Szent Júdás Tádé-templom SOE Lámfalussy Sándor Közgazdaságtudományi Kar Európa leghosszabb tere – Deák tér |
| 2,7           | 9          | Széchenyi tér Széchenyi tér, művelődési ház | 1, 2, 3Y, 4, 5, 5A, 5B, 5T, 7, 7A, 7B, 7T, 10, 10B, 10Y, 11, 11B, 11Y, 12, 12B, 13B, 14, 14B, 15, 15A, 27, 27A, 27B, 27T, 27Y, 32, 33            | Liszt Ferenc Konferencia- és Kulturális Központ Soproni Petőfi Színház Posta Soproni Szent Júdás Tádé-templom SOE Lámfalussy Sándor Közgazdaságtudományi Kar Európa leghosszabb tere – Deák tér |
| 3,0           | 10         | II. Rákóczi Ferenc utca                     | 11, 11B, 22, 27Y | |
| 3,4           | 11         | Táncsics utca, templom Táncsics utca 4.     | 3, 4, 11, 11B, 21, 22, 27Y | Jézus Szíve templom Soproni SZC Vendéglátó, Kereskedelmi Technikum és Kollégium SOE Benedek Elek Pedagógiai Kar                                                                                 |
| 4,0           | 12         | IV. László király utca 5.                   | 3Y, 5, 5A, 5B, 7, 7A, 7B, 7T, 10, 10B, 10Y, 11, 11B, 27, 27A, 27B, 27T, 27Y                                                                      | Posta Soproni Szakképzési Centrum Fáy András Két Tanítási Nyelvű Közgazdasági Technikum |
| 4,4           | 14         | Jereván lakótelep                           | 1, 2, 5, 5A, 5Y, 7, 7B, 7T, 10, 10B, 10Y, 11, 11B, 11Y, 12, 12B, 13, 17, 27, 27A, 27B, 27T                                                       | Helyi buszvégállomás |